# Пяски (Іновроцлавський повіт)
Пя́ски (пол. Piaski) — село в Польщі, у гміні Крушвиця Іновроцлавського повіту Куявсько-Поморського воєводства.
Населення — 350 осіб (2011).
У 1975—1998 роках село належало до Бидгощського воєводства.

## Демографія
Демографічна структура станом на 31 березня 2011 року:
|          | Загалом | Допрацездатний вік | Працездатний вік | Постпрацездатний вік |
| -------- | ------- | ------------------ | ---------------- | -------------------- |
| Чоловіки | 183     | 32                 | 135              | 16                   |
| Жінки    | 167     | 30                 | 91               | 46                   |
| Разом    | 350     | 62                 | 226              | 62                   |